# Eschweiler Hauptbahnhof

Übersichtsplan des Bahnhofs (Stand 2014)

Der Eschweiler Hauptbahnhof ist der größte der heute auf Eschweiler Stadtgebiet befindlichen Bahnhöfe. Er liegt an der Schnellfahrstrecke Köln–Aachen in einer leichten Kurve. Hier halten die Nahverkehrszüge der Regional-Express-Linien RE 1 (NRW-Express) und RE 9 (Rhein-Sieg-Express) jeweils im Stundentakt in beiden Richtungen. Am 24. März 1987 wurde das Empfangsgebäude samt ehemaligem Toiletten- und Petroleumhäuschen in die Denkmalschutzliste der Stadt Eschweiler als Nr. 35 aufgenommen.

## Lage
Der Bahnhof befindet sich etwa 800 Meter von der Innenstadt entfernt im Stadtteil Röthgen. In der westlichen Einfahrt des Bahnhofs, in Richtung Aachen, liegt der Ichenberger Tunnel. Etwa 750 Meter vom Bahnhof entfernt, am Rand der Innenstadt, liegt an der parallel zur Hauptstrecke verlaufenden Eschweiler Talbahn der Euregiobahn-Haltepunkt Eschweiler West.

## Betriebsanlagen
In der Qualitätsbewertung des Zweckverband Nahverkehr Rheinland von Ende 2014 erhielt der Bahnhof eine Gesamtwertung von 91,7 % (Platz 139 von 190 Bahnhöfen). Das entspricht der Wertung „akzeptabel mit kleineren, zu vernachlässigenden Mängeln“. Ende 2013 erhielt der Bahnhof mit einer Gesamtwertung von 92,86 % (Platz 95 von 187 Bahnhöfen) ein leicht besseres Ergebnis. Der Fahrkartenautomatencode des Hauptbahnhofs ist 3053.

### Empfangsgebäude
Das denkmalgeschützte Empfangsgebäude in Seitenlage ist zweigeschossig und hat ein flach geneigtes Dach. Es wurde 1872 als Nachfolgegebäude des 1860 errichteten ersten Empfangsgebäudes in Betrieb genommen. Auf der Gleisseite schließt direkt an das Empfangsgebäude die von gusseisernen Säulen gestützte Bahnsteigüberdachung des Hausbahnsteigs an.
In späteren Jahren wurde das Empfangsgebäude um weitere eingeschossige Anbauten für Gastronomie und Betrieb ergänzt, dabei wurde das bis dahin getrennte Toilettengebäude mit dem Empfangsgebäude verbunden. Der Anbau der Schalterhalle wurde 1970 wieder abgerissen, 1986 wurde der Bahnhof renoviert und dabei die Eingangshalle umfangreich verändert. Später kaufte die Stadt Eschweiler das Empfangsgebäude und ließ es 2007 und 2008 erneut umbauen. Zurzeit beherbergt es Büros und eine Zahnarztpraxis sowie einen Kiosk, eine Toilettenanlage und ein Reisebüro, das auch Fahrkarten für die Deutsche Bahn verkauft.

### Stellwerk Ehf

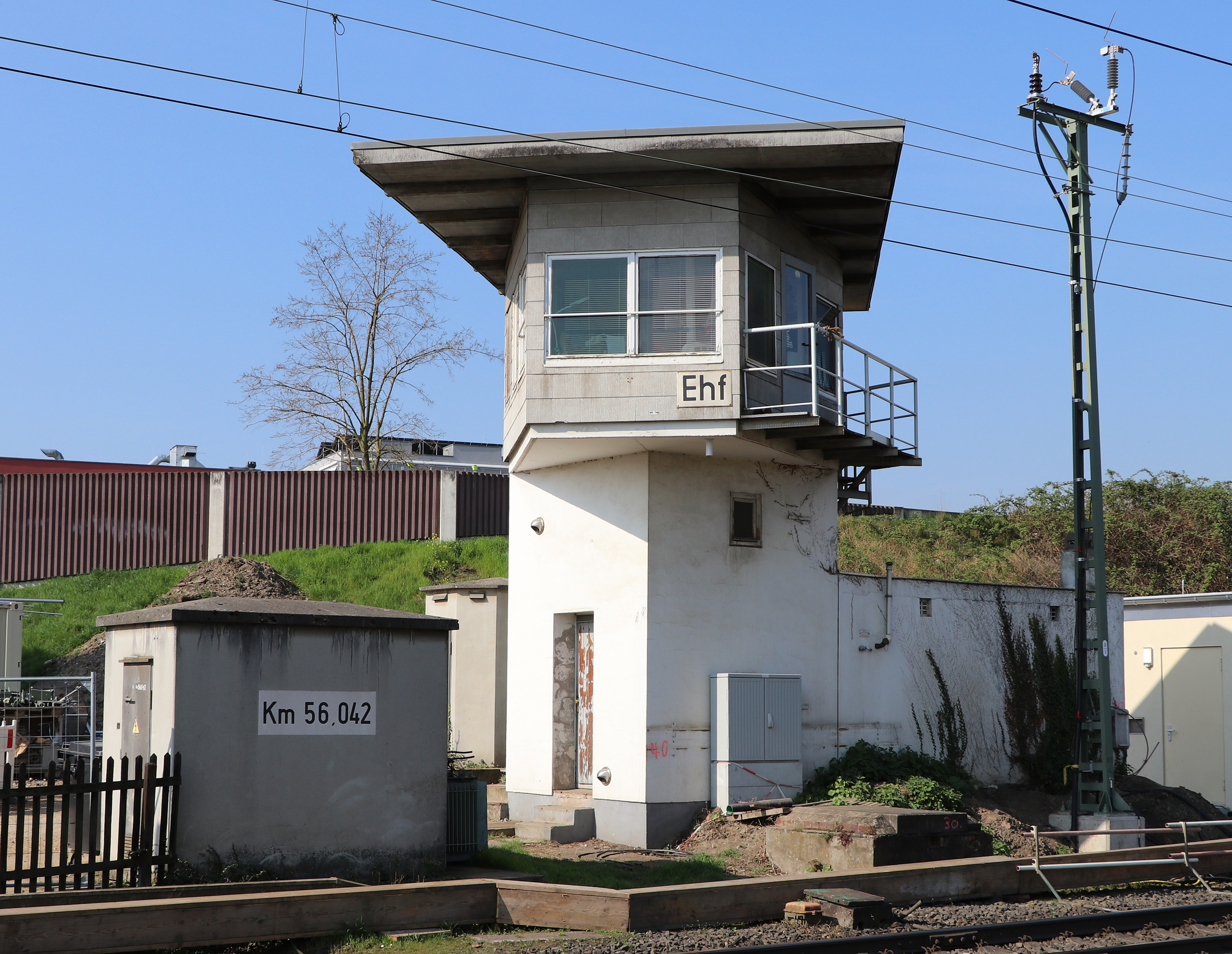
Ehemaliges Stellwerk Ehf

Von 1963 bis Juli 2020 wurde der Bahnbetrieb in Eschweiler Hauptbahnhof vom Stellwerk Ehf gesteuert. Es war rund um die Uhr mit einem Fahrdienstleiter besetzt und befand sich am Bahnübergang Jägerspfad. Es handelte sich um ein Relaisstellwerk bzw. Gleisbildstellwerk vom Typ Sp Dr S2 des Herstellers Siemens.
Im Rahmen der 1. Baustufe des 2. Ausbauabschnitts des Projekts Ausbaustrecke 4 wurde der Bahnübergang Jägerspfad am 17. April 2020 für den Straßenverkehr gesperrt und in der folgenden Nacht abgerissen.
Das Stellwerk Ehf wurde in der Nacht vom 3. auf den 4. Juli 2020 nach 57 Betriebsjahren außer Betrieb genommen. Eschweiler Hauptbahnhof wird seitdem vom örtlich zuständigen Fahrdienstleiter für den Stellbereich Düren von der Betriebszentrale Duisburg aus gesteuert. Das alte Stellwerksgebäude wurde im September 2020 abgerissen.

### Gleise
Der Eschweiler Hauptbahnhof verfügt über vier Gleise:
- Gleis 1 für planmäßig haltende Züge in Richtung Aachen
- Gleis 2 ist durchgehendes Hauptgleis (Regelgleis in Richtung Aachen) ohne Bahnsteig
- Gleis 3 haltende und durchfahrende Züge in Richtung Köln
- Gleis 4 wird in beide Richtungen genutzt, meist für zur Überholung ausweichende Güterzüge, im Ausnahmefall auch für Personenverkehr

## Geschichte

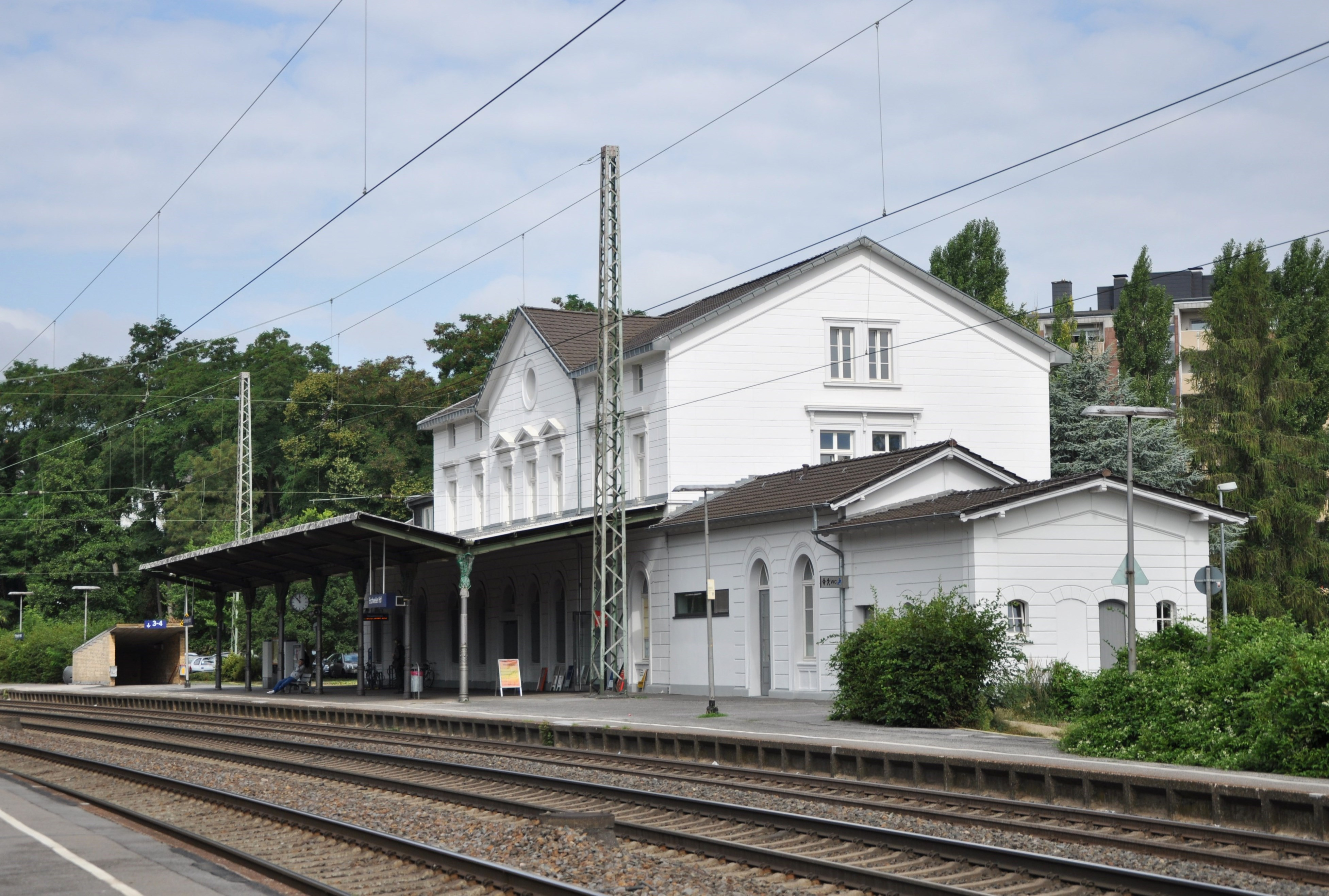
Empfangsgebäude vom Bahnsteig aus gesehen

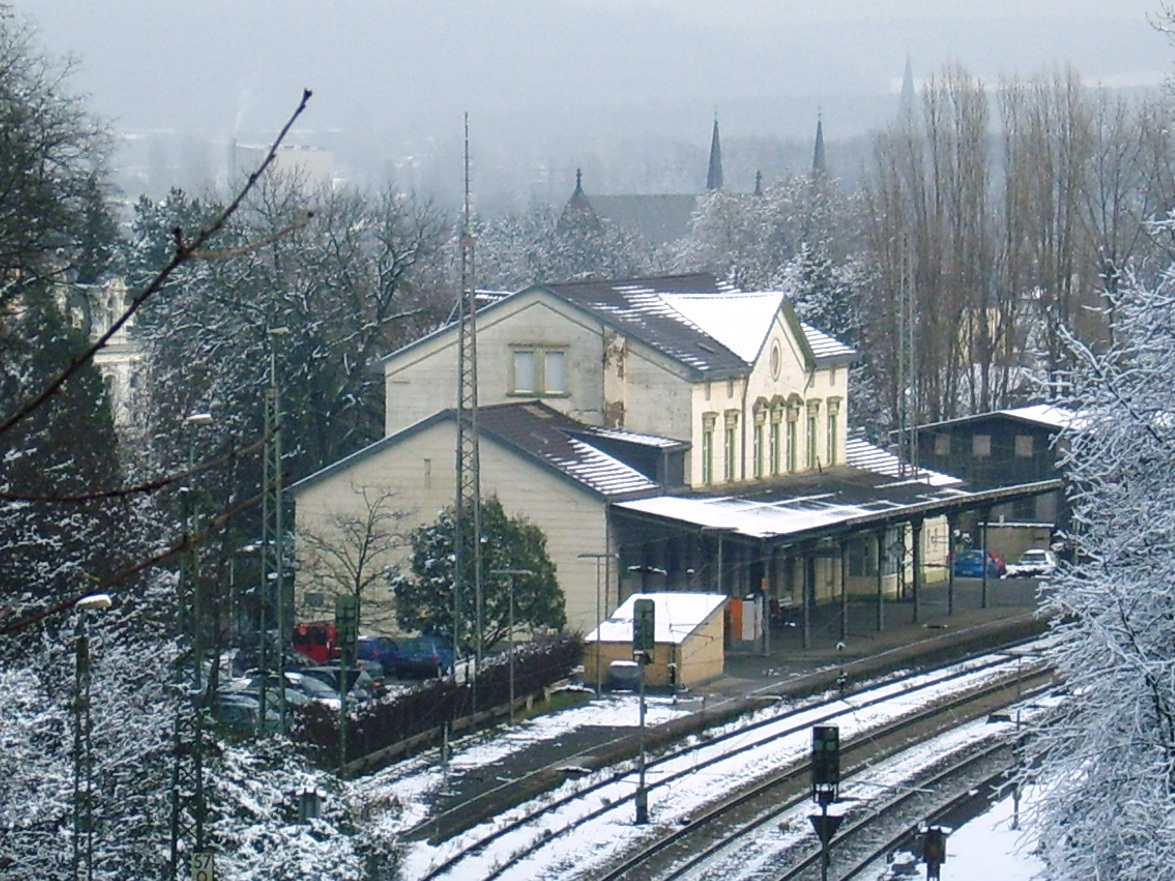
Blick vom Ichenberger Tunnel im Jahr 2007, erkennbar ist der inzwischen abgerissene Schuppen in dunklem Holz

### Eröffnung der Rheinischen Eisenbahn
Mitte 1841 wurde am Ichenberg im Zuge des Baues der Bahnlinie ein Eisenbahntunnel errichtet, und am 22. August fand nach dem vollendeten Bau der Stammstrecke Köln–Aachen der Rheinischen Eisenbahn-Gesellschaft (RhE) die erste Probefahrt eines Zugs von Köln nach Aachen durch Eschweiler Gebiet statt. Die amtliche Eröffnung der Rheinischen Eisenbahn als eingleisige Strecke fand am 1. September statt, und Eschweiler wurde Bahnstation mit einem Rheinischen Bahnhof Eschweiler (Rh.). Es fuhren täglich zwei Züge in beiden Richtungen. Zur Vermittlung des Postverkehrs wurde zwischen dem Bahnhof und der Stadt, die im Wesentlichen nur aus der heutigen Altstadt nördlich der Inde bestand, täglich sieben Omnibusfahrten eingerichtet, welche auch Personen befördern. 1878 wurde dieser Omnibusbetrieb aufgehoben. Der Güterverkehr wurde am 2. November eröffnet.
Da die Strecke durch Eschweiler deutlich südlicher als geplant verläuft, liegt der Hauptbahnhof nicht wie ursprünglich vorgesehen an der oberen Poststraße (heute: Jülicher Straße), sondern im Vorort Röthgen.
1847 wurde am Bahnhof Eschweiler (Rh.) ein Werk der Firma Hoesch eröffnet, welches bis 1876 Eisenbahnschienen produzierte.
1848 wurde die Bahnstrecke zweigleisig ausgebaut.

### Ausbau und Namensänderung
Am 26. April 1858 wurden Eschweiler die preußischen Stadtrechte verliehen, und am 28. Dezember wurde der Erweiterungsbau des Stationsgebäudes am Bahnhof Eschweiler (Rh.) eröffnet. Ende 1860 baute die RhE am Bahnhof ein Empfangsgebäude und 1872 ein neues Bahnhofsgebäude, welches bis heute genutzt wird. Am 1. Oktober 1873 erfolgte die Eröffnung der zweiten Eschweiler Bahnstrecke, der Talbahnlinie der Bergisch-Märkischen Eisenbahn-Gesellschaft, und bewirkte die Einstellung der Postbeförderung von Eschweiler nach Jülich am selben Tag. Diese zweite Strecke führt durch Eschweiler etwa 500 m entfernt parallel zur Hauptstrecke und unterquert sie bei der Dreibogenbrücke im Stadtteil Aue. Keiner der Eschweiler Bahnhöfe liegt an beiden Strecken.
1897 wurde die Strecke der Straßenbahn Aachen zwischen dem Eschweiler Rathaus und dem Hauptbahnhof eröffnet. 1911 erhielt der Bahnhof Eschweiler (Rh.) seinen heutigen Namen Eschweiler Hauptbahnhof.

### Während der Besatzungszeit
Nach der Unterzeichnung des Waffenstillstands zum Ende des Ersten Weltkriegs am 11. November 1918 wurde der Eisenbahnverkehr vom 1. bis 19. Dezember eingestellt und Eschweiler durch Franzosen und Belgier besetzt. Die alliierte Rheinlandbesetzung dauerte bis 1929, und von 1919 bis 1921 befand sich das 1er Régiment Mixte des Zouaves et Tirailleurs, die so genannten Marokkaner, in der Stadt. Am 2. Juni 1920 wurden in der Nähe des Hauptbahnhofs der Fabrikarbeiter Jakob Koch und der ihm zu Hilfe eilende Polizeiwachtmeister Karl Schmitz von frankoafrikanischen Besatzungssoldaten erschossen. Die Todesschützen wurden von einem französischen Militärgericht am 13. Oktober freigesprochen. Heute erinnert eine Gedenktafel in dem kleinen Park vor dem Empfangsgebäude an diese Tat.
Am 22. Januar 1923 wurde die Eisenbahn wiederum stillgelegt, nachdem die französische Besatzung eine Regiebahn eingerichtet hat. Im Oktober kam es zu einem Putschversuch von Separatisten, die eine Rheinische Republik gründen wollten. Am 16. November 1924 wurde die Eisenbahn von der Regie an die deutsche Reichsbahnverwaltung zurückgegeben.

### Zweiter Weltkrieg
Am 21. November 1944 wurden die Eisenbahnbrücke Sticher Berg und die Dreibogenbrücke sowie der Ichenberger Tunnel gesprengt. Im März 1945 wurde die Dreibogenbrücke von US-amerikanischen Pionieren notdürftig repariert, so dass der Eisenbahnverkehr wieder aufgenommen wurde.

### Nachkriegszeit

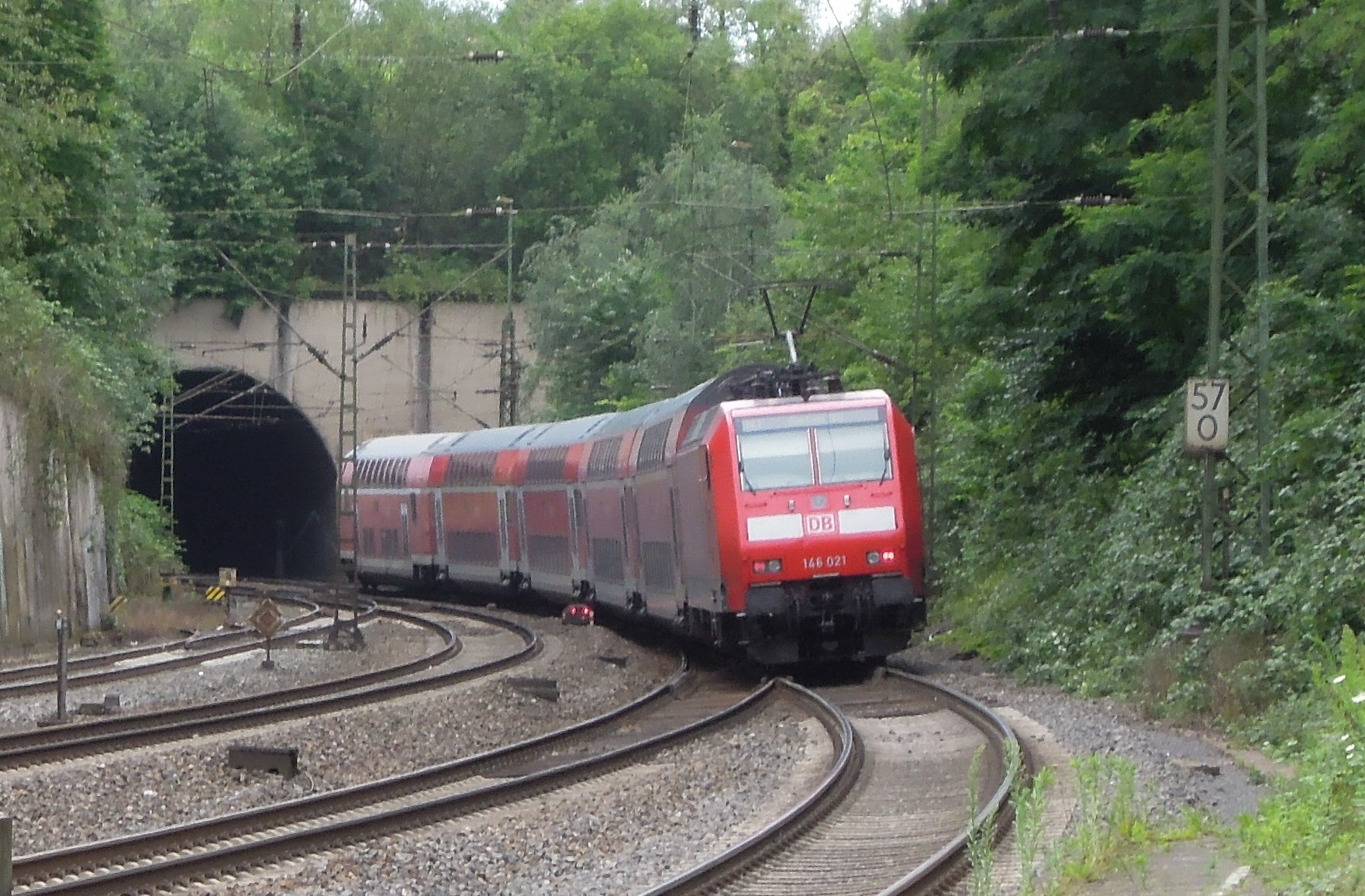
Ichenberger Tunnel mit Regional-Express

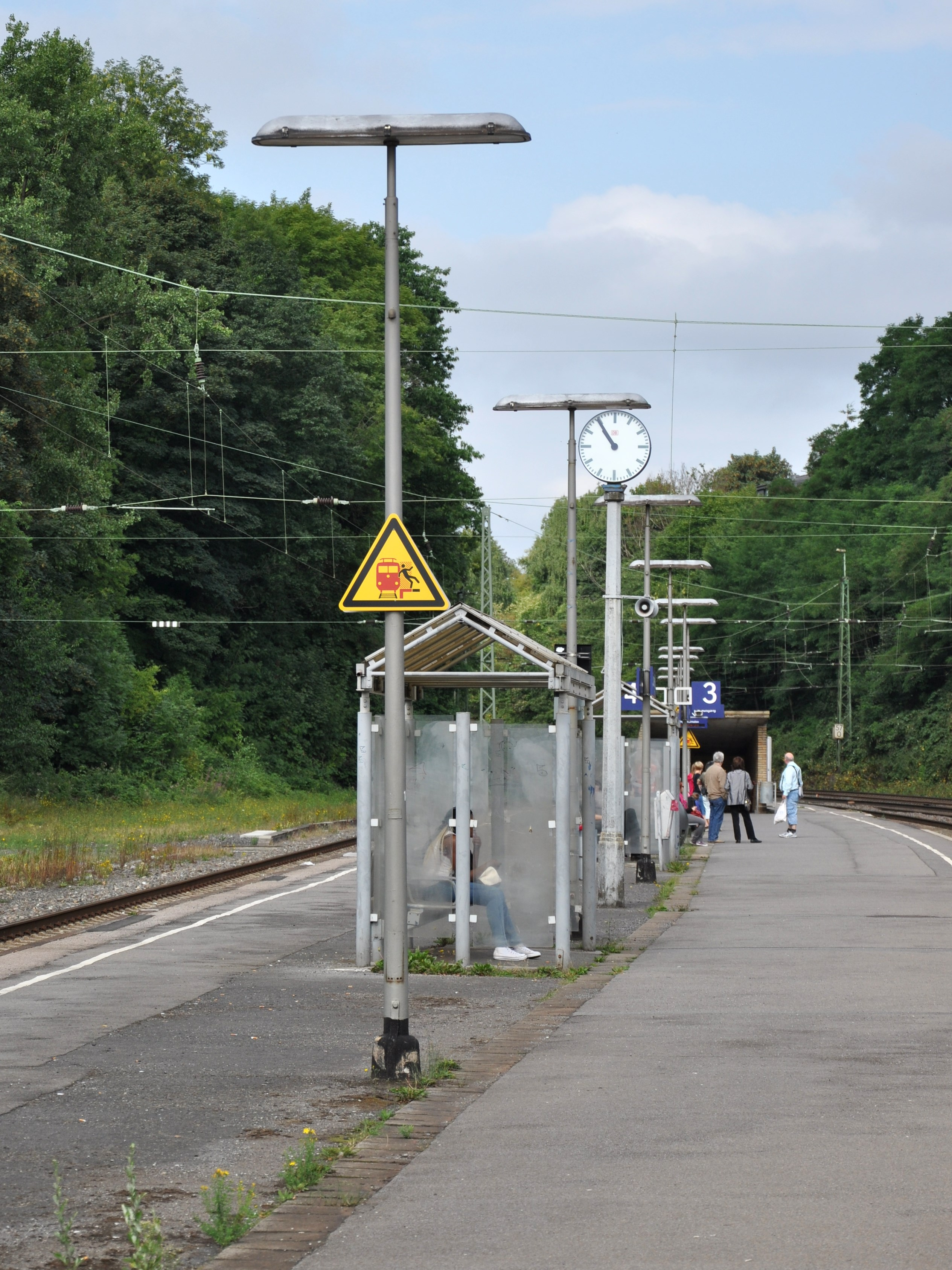
Mittelbahnsteig an Gleis 3 und 4 vor der Modernisierung

Erst 1948 wurde nach dem Wiederaufbau der zerstörten Indebrücke die Straßenbahnstrecke zum Hauptbahnhof wieder eröffnet und von der Linie 22 der ASEAG (Vaals–Eilendorf–Atsch–Eschweiler Hauptbahnhof) befahren. 1954 wurde die Straßenbahn eingestellt und durch den Bus ersetzt.
Am 1. Juli 1958 zog eine Einheit der Bundeswehr in das Lager Donnerberg und Eschweiler wurde wieder Garnisonsstadt; der Eschweiler Hauptbahnhof war daher für die Soldaten auf den Wegen zum Standort wichtig. Im August 1962 war der Baubeginn für die Aufschlitzung des Ichenberger Tunnels in einer Länge von 255 m aufgrund der Elektrifizierung der Hauptstrecke und für den Neubau einer Tunnelröhre in einer Länge von 90 m. Seit dem 18. Mai 1966 ist die Strecke von Köln bis Aachen voll elektrifiziert.
In den 1970er Jahren wurde der Anbau der Schalterhalle abgerissen.
Am 1. Januar 1984 stellte die Bundesbahn am Eschweiler Hauptbahnhof die Stückgutabfuhr ein, die von diesem Zeitpunkt an über Aachen erfolgte. Am 4. Mai 1985 fand im Rathaus der Festakt anlässlich der Begründung der Partnerschaft mit der südenglischen Stadt Reigate & Banstead statt und am 26. September 1989 wurde der umgestaltete Bahnhofsvorplatz mit dann 147 Parkplätzen in Reigate-Banstead-Platz umbenannt.
Ende der 1990er Jahre wurde der Schalterbetrieb im Bahnhofsgebäude eingestellt, jedoch übernahm wenige Jahre später ein Reisebüro den Fahrkartenverkauf, so dass der Bahnhof heute abgesehen von Aachen Hauptbahnhof, Stolberg Hauptbahnhof und dem Bahnhof Herzogenrath der einzige Bahnhof mit Personalbedienung in der Städteregion Aachen ist. Seit dem 19. Oktober 2006 ist er rauchfreier Bahnhof. Am 13. März 2007 wurden acht neue blaue Namensschilder mit der Aufschrift „Eschweiler Hbf“ angebracht und die drei alten weißen Schilder demontiert.

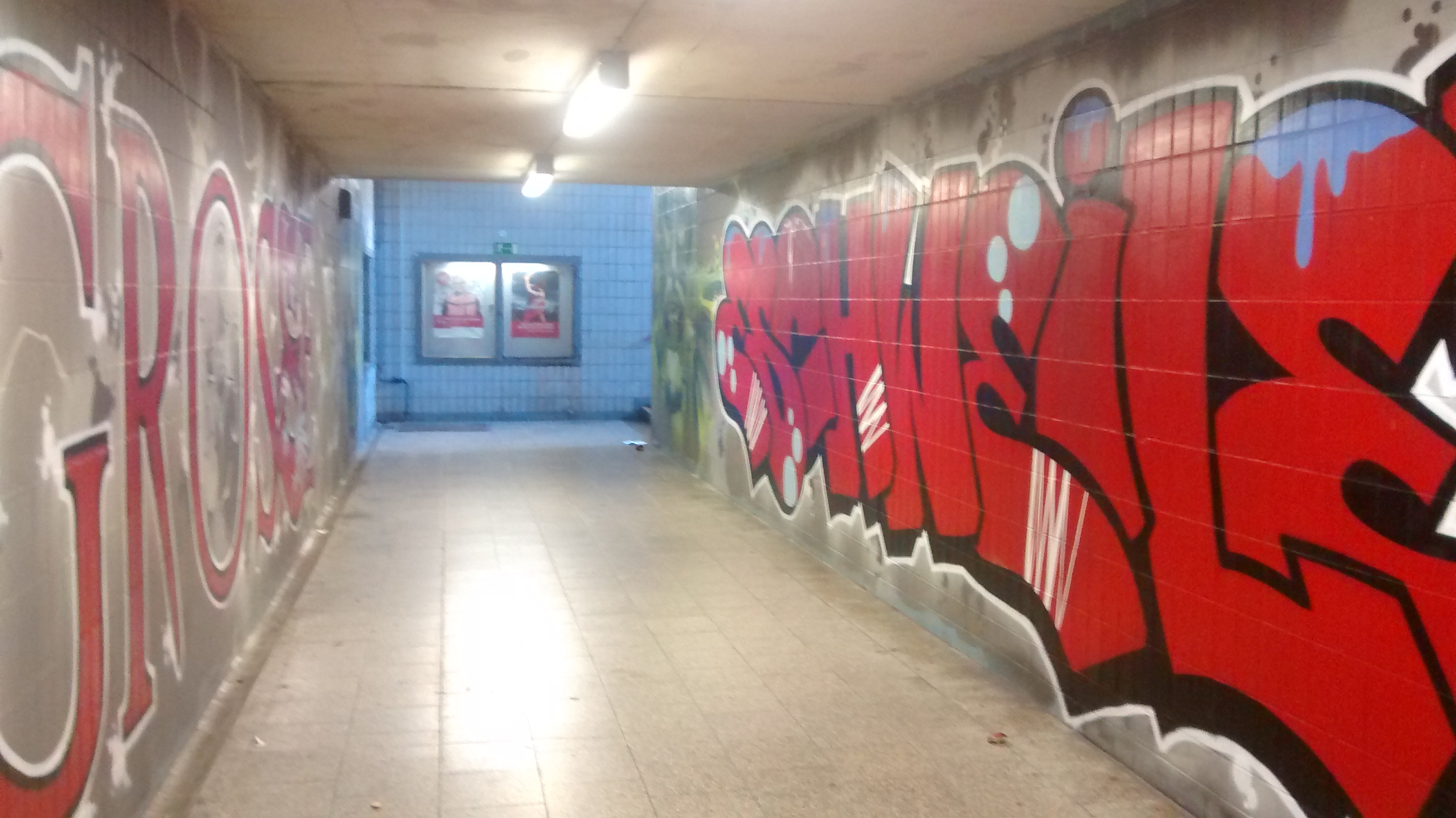
Umgestaltete Unterführung, 2014

Nach dem Kauf des Empfangsgebäudes durch die Stadt Eschweiler wurde es in den Jahren 2007 und 2008 umgebaut: Es beherbergt einen Kiosk, eine Toilettenanlage, ein Reisebüro mit DB-Lizenz, eine Zahnarztpraxis und weitere Büros. Das Reisebüro wurde am 16. Juni 2008 eröffnet; zeitgleich wurde der Parkplatz um etwa 40 Plätze erweitert.
Im Juli 2014 wurde die Unterführung des Eschweiler Hauptbahnhofs von den Graffitikünstlern Lars Kesseler und Sidney van den Berg mit den Schriftzügen Eschweiler und Karl der Große versehen. Hierfür wurden insgesamt 180 Sprühdosen verbraucht. Die Finanzierung erfolgte durch die Stadt Aachen sowie das Land Nordrhein-Westfalen.

## Ausbau
Bis 2020 fanden umfassende Umbaumaßnahmen im Bereich des Hauptbahnhof statt. Die Deutsche Bahn arbeitete im Rahmen der 1. Baustufe des Ausbauabschnitts II des Projektes Ausbaustrecke 4 für die Schnellfahrstrecke Köln–Aachen am Eschweiler Hauptbahnhof. Durch eine Anhebung der Bahnsteige auf 76 Zentimeter über Schienenoberkante und die Errichtung von zwei Aufzügen wurde Barrierefreiheit erreicht. Ein unter Berücksichtigung des Denkmalschutzes errichtetes neues Bahnsteigdach, drei Wetterschutzhäuser und die Erneuerung der Personenunterführung und der zugehörigen Treppenaufgänge wurden durchgeführt. Außerdem der Bau von Überholgleisen in den Abschnitten Eschweiler und Bahnhof Aachen-Rothe Erde (bis 2023). Mit deren Hilfe wird den Regional- und Fernverkehrszügen ermöglicht, langsamere Güterzüge zu überholen.

## Verkehr
Der Eschweiler Hauptbahnhof ist an folgenden Linien des ÖPNV angebunden:
| Linie      | Linienverlauf | Takt                      |
| ---------- | --- | ------------------------- |
| RE 1 (RRX) | NRW-Express: Aachen Hbf – Aachen-Rothe Erde – Eilendorf (ein Zugpaar) –Stolberg (Rheinl) Hbf – Eschweiler Hbf – Langerwehe – Düren – Horrem – Köln-Ehrenfeld – Köln Hbf – Köln Messe/Deutz – Köln-Mülheim – Leverkusen Mitte – Düsseldorf-Benrath – Düsseldorf Hbf – Düsseldorf Flughafen – Duisburg Hbf – Mülheim (Ruhr) Hbf – Essen Hbf – Wattenscheid – Bochum Hbf – Dortmund Hbf – Dortmund-Scharnhorst (nicht stündlich, im Wechsel mit Nordbögge) – Dortmund-Kurl – Kamen-Methler – Kamen – Bönen-Nordbögge (nicht stündlich, im Wechsel mit Dortmund-Scharnhorst) – Hamm (Westf) Hbf Stand: Fahrplanwechsel Dezember 2023 | 60 min                    |
| RE 9       | Rhein-Sieg-Express: Aachen Hbf – Aachen-Rothe Erde – Stolberg (Rheinl) Hbf – Eschweiler Hbf – Langerwehe – Düren – Horrem – Köln-Ehrenfeld – Köln Hbf – Köln Messe/Deutz – Porz (Rhein) – Troisdorf – Siegburg/Bonn – Hennef (Sieg) – Eitorf – Herchen – (Dattenfeld –)* Schladern (Sieg) – (Rosbach (Windeck) –)* Au (Sieg) – (Etzbach –)* Wissen (Sieg) – (Niederhövels – Scheuerfeld (Sieg) –)* Betzdorf (Sieg) – Kirchen – Brachbach (– Niederschelden – Eiserfeld (Sieg))* – Siegen Hbf * Halt einzelner Züge im Nacht- und Berufsverkehr Stand: Fahrplanwechsel Dezember 2023                                              | 60 min                    |
| S 19       | Aachen Hbf – Aachen-Rothe Erde – Stolberg (Rheinl) Hbf – Eschweiler Hbf – Langerwehe – Düren – Merzenich – Buir – Sindorf – Horrem – Frechen-Königsdorf – Köln-Weiden West – Köln-Lövenich – Köln-Müngersdorf Technologiepark – Köln-Ehrenfeld – Köln Hansaring – Köln Hbf – Köln Messe/Deutz – Köln Trimbornstraße – Köln Frankfurter Straße – Köln/Bonn Flughafen – Porz-Wahn – Spich – Troisdorf – Siegburg/Bonn – Hennef (Sieg) Stand: Fahrplanwechsel Dezember 2023 | zwei Züge im Nachtverkehr |
| 48         | Stolberg Mühlener Bf – Birkengang – Donnerberg – Donnerberg Kaserne – Eschweiler Stadtwald – Waldsiedlung – Pumpe-Stich – Eschweiler Hbf – Röthgen – Odilienstraße – Krankenhaus – Eschweiler Bushof – Vöckelsberg \|\| 30 min 60 min (SVZ) |                           |
| 58         | Eschweiler Bushof – Eschweiler Hbf. \|\| 30 min (Mo–Fr 6–8 Uhr, 12–18 Uhr) 60 min (Mo–Fr 8–12 Uhr, Sa 8–15 Uhr) |                           |

Der Bahnhof wird vom Thalys Paris – Köln (- Dortmund) und vom ICE Frankfurt (Main) – Brüssel ohne planmäßigen Halt durchfahren.